# Spot the Pigeon
Spot the Pigeon är en EP av Genesis från 1977, – inspelad i samband med albumet Wind & Wuthering (1976) – den sista studioinspelningen med Steve Hackett kvar i bandet. Hackett var medkompositör till Inside And Out på sidan två.

## Låtlista
Sida 1
1. Match Of The Day 03.24
2. Piegons 03.14

Sida 2
1. Inside And Out 06.44

De två första är poppigare, med inslag av progressivt medan den tredje är en riktigt fin symfonirocklåt.